# CellWine
CellWine是一款由臺灣科技新創公司開發並於2017年6月上線，提供藏酒管理、藏酒資訊以及價格分析的應用App。目前有七種語言（中、英、日、韓、法、西、義），可於Android平台與iOS平台下載。於2018年6月推出「品飲時刻」功能，可透過掃描辨識酒標以進行分享（目前僅開放Android用戶使用）。

## 應用
- 藏酒管理

- 酒標動態辨識

- 藏酒國際均價評估與預測

- 市場詢價

## 資料來源
- 愛上葡萄酒的台灣大叔，如何用智慧酒窖App開啟第二人生——數位時代（页面存档备份，存于）
- 全球Top 5葡萄酒APP登法國百大APP——經濟日報（页面存档备份，存于）
- 攜手產業龍頭 CellWine以智能酒窖為IoT寫下新頁——自由時報（页面存档备份，存于）

## 外部連結
- 官方网站
- CellWine智能酒窖APP的Facebook專頁
- CellWineApp的Facebook專頁